# .sy
.sy ist die länderspezifische Top-Level-Domain (ccTLD) Syriens. Sie existiert seit dem 20. Februar 1992 und wird von der National Agency for Network Services (NANS) verwaltet.

## Geschichte
Aufgrund des Bürgerkriegs in Syrien und der Sanktionen gegen das Land spielt die Top-Level-Domain international kaum eine Rolle mehr. Im August 2012 wurde bekannt, dass Registrierungen insbesondere US-amerikanischer Bürger und Unternehmen einen Verstoß gegen die Sanktionen darstellen könnten.